# Буллпен
Бу́ллпен (англ. bullpen) — зона, где запасные питчеры разминаются перед тем, как вступить в игру. В зависимости от бейсбольной площадки может располагаться либо в специально огороженной прямоугольной площадке за забором игрового поля (отсюда и термин — «бычий загон»), либо за отсутствием таковой — в фол-зоне вдоль линий базы. Запасные питчеры обычно ждут в буллпене, а не в дагауте, если им предстоит участвовать в игре. Также термин «буллпен» в переносном смысле обозначает список запасных питчеров команды.